# Georg 2. af Schaumburg-Lippe
Fyrst Georg 2. til Schaumburg-Lippe (tysk: Stephan Albrecht Georg) (10. oktober 1846 – 29. april 1911) var fyrste af Schaumburg-Lippe fra 1893 til 1911.
Georg tilhørte Huset Lippe og var søn af fyrst Adolf 1. Georg af Schaumburg-Lippe. I sin ungdom var han officer i den schaumburg-lippeske og derefter den preussiske hær. Han regerede derefter over det lille fyrstendømme Schaumburg-Lippe i det centrale Tyskland fra 1893 til sin død i 1911.

## Biografi
Georg blev født den 10. oktober 1846 i Bückeburg, hovedstaden i det lille fyrstendømme Schaumburg-Lippe, i det centrale Tyskland. Han var den ældste søn af Fyrst Adolf 1. Georg af Schaumburg-Lippe i hans ægteskab med Prinsesse Hermine af Waldeck og Pyrmont.
Efter en indledende militær uddannelse studerede han ved Universitetet i Göttingen. Derefter gjorde han karriere som officer i den Schaumburg-Lippeske Jægerbataljon.
Fyrst Adolf 1. Georg døde den 8. maj 1893, og Georg blev fyrste af Schaumburg-Lippe.
I anledning af deres sølvbryllup i 1907, skænkede Kejser Wilhelm 2. af Tyskland slægtens stamsæde, borgen Schaumburg ved floden Weser, til Fyrst Georg og Fyrstinde Marie Anne. Borgen var blevet Huset Hohenzollerns ejendom, da Kurhessen blev annekteret af Preussen efter at have deltaget på østrigsk side i Den preussisk-østrigske krig i 1866. Gaven var også tænkt som en anerkendelse af Georgs støtte i den Lippeske arvefølgestrid. Borgen tilhører stadig slægten Schaumburg-Lippe.
Fyrst Georg døde 64 år gammel den 29. april 1911 i Bückeburg efter en regeringstid på knap 18 år. Han blev efterfulgt som fyrste af sin ældste søn, Adolf.

## Ægteskab og børn
Georg giftede sig den 16. april 1882 i Altenburg med Prinsesse Marie Anna af Sachsen-Altenburg, datter af Prins Moritz af Sachsen-Altenburg og Prinsesse Auguste af Sachsen-Meiningen. De fik ni børn:
- Adolf 2., Fyrste af Schaumburg-Lippe
- Prins Moritz Georg
- Prins Peter Wilhelm
- Prins Wolrad
- Prins Stephan
- Prins Heinrich
- Prinsesse Margarete
- Prins Friedrich Christian
- Prinsesse Elisabeth